# Sóley
Sóley Stefánsdóttir (ur. 20 października 1986 w Reykjavíku), znana również jako Sóley – pochodząca z Islandii piosenkarka, pianistka, autorka tekstów oraz członkini zespołu indie-folk Seabear. W 2010 roku wydała zawierający sześć utworów album EP Theater Island, który poprzedzał wydanie jej debiutanckiego albumu We Sink.

## Dyskografia
Albumy
- We Sink (2011, Morr Music)
- Krómantík (2014, Morr Music)
- Ask the Deep (2015, Morr Music)
- Endless Summer (2017, Morr Music)

EP
- Theater Island (2010)

## Koncerty w Polsce
1. 16 maja 2013 – Kinoteatr Rialto, Katowice
2. 17 maja 2013 – CK Zamek, Poznań
3. 18 maja 2013 –  Basen Artystyczny, Warszawa
4. 29 czerwca 2013 – Opera i Filharmonia Podlaska, Białystok – Halfway Festival[3]
5. 21 maja 2015 – BASEN, Warszawa
6. 22 maja 2015 – Kinoteatr Rialto, Katowice
7. 23 maja 2015 – Eskulap Akademickie Centrum Kultury, Poznań
8. 24 maja 2015 – Klub Eter, Wrocław
9. 18 maja 2017 – Aula Artis, Poznań
10. 19 maja 2017 – Niebo, Warszawa
11. 20 maja 2017 – Kinoteatr Rialto, Katowice